# تران ترونغ بنه
تران ترونغ بنه هو لاعب كرة قدم فيتنامي في مركز الدفاع، ولد في 24 سبتمبر 1983 في فيتنام. شارك مع منتخب فيتنام لكرة القدم. أما مع النوادي، فقد لعب مع نادي سوان تان سايغون ونادي هانوي.

## وصلات خارجية
- تران ترونغ بنه على موقع ناشيونال فوتبول تيمز (الإنجليزية)